# مارسل تومازور
مارسل تومازور (انگلیسی: Marcel Tomazover; ۲۷ فوریهٔ ۱۹۱۵ – ۱ ژانویهٔ ۱۹۸۹) بازیکن فوتبال اهل فرانسه بود.